# Theo dõi điểm công suất cực đại
Trong kỹ thuật điện, theo dõi điểm công suất cực đại (viết tắt tiếng Anh là MPPT, maximum power point tracking), hoặc đôi khi viết gọn là theo dõi điểm công suất (viết tắt tiếng Anh là PPT), là một kỹ thuật được sử dụng phổ biến để tối đa hóa việc khai thác điện năng trong mọi điều kiện đối với các hệ thống thu năng thăng giáng mạnh như điện Mặt Trời, tuabin gió, điện sóng nước,...

Sự xê dịch MPP khi thay đổi dòng điện I và công suất P theo điện áp U ở hai mức bức xạ khác nhau.

MPP Tracker trong sơ đồ khối hệ thống nối lưới điện Mặt Trời.

Về nguyên tắc MPPT áp dụng chung cho các nguồn có công suất thay đổi, tuy nhiên nó ra đời chủ yếu là từ khai thác năng lượng Mặt Trời. Các hệ thống này tồn tại ở nhiều cấu hình khác nhau liên quan đến mối quan hệ của chúng với hệ thống biến tần, lưới điện bên ngoài, dãy pin sạc trữ điện năng, hoặc các tải điện khác. Trong hệ thống đó vấn đề trọng tâm mà MPPT giải quyết là hiệu suất truyền điện từ pin Mặt Trời phụ thuộc vào cả lượng ánh sáng Mặt Trời chiếu xuống các tấm pin Mặt Trời, nhiệt độ của Mặt Trời. bảng điều khiển và các đặc tính điện của tải. Khi lượng ánh sáng Mặt Trời và nhiệt độ của bảng điều khiển năng lượng Mặt Trời thay đổi, đặc tính tải mang lại hiệu suất truyền tải điện năng cao nhất sẽ thay đổi, do đó hiệu quả của hệ thống được tối ưu hóa khi đặc tính tải thay đổi để giữ cho việc truyền tải điện năng ở hiệu suất cao nhất. Đặc tính tải này được gọi là điểm công suất cực đại (MPP) và MPPT là quá trình tìm ra điểm này và giữ đặc tính tải ở đó. Các mạch điện có thể được thiết kế để cung cấp tải tùy ý cho các tế bào quang điện và sau đó chuyển đổi điện áp, dòng điện hoặc tần số cho phù hợp với các thiết bị hoặc hệ thống khác và MPPT giải quyết vấn đề chọn tải tốt nhất để cung cấp cho các tế bào để có được mất điện khả dụng nhất.
Pin Mặt Trời có mối quan hệ phức tạp giữa nhiệt độ và tổng điện trở tạo ra hiệu suất đầu ra phi tuyến tính có thể được phân tích dựa trên đường cong I-V.

Mục đích của hệ thống MPPT là lấy mẫu đầu ra của các tế bào PV và áp dụng tải kháng thích hợp để có được công suất cực đại trong mọi điều kiện môi trường nhất định. Các thiết bị MPPT thường được tích hợp vào hệ thống chuyển đổi điện năng để đảm bảo điện áp hoặc dòng điện chuyển đổi, lọc và điều chỉnh để truyền tải các tải khác nhau, bao gồm lưới điện, pin sạc hoặc động cơ.
- Bộ biến tần năng lượng Mặt Trời chuyển đổi nguồn DC thành nguồn AC và có thể kết hợp MPPT: những bộ biến tần như vậy lấy mẫu công suất đầu ra (đường cong I-V) từ các modul năng lượng Mặt Trời và áp dụng tải điện trở thích hợp để đạt được công suất cực đại.
- Công suất tại MPP (P mpp) là tích số của điện áp MPP (V mpp) và dòng điện MPP (I mpp).